# 三重県道5号北勢多度線
三重県道5号北勢多度線（みえけんどう5ごう ほくせいたどせん）は、三重県いなべ市から同県桑名市に至る主要地方道に指定された三重県道である。

## 概要

### 路線データ
2016年（平成28年）4月1日現在。
- 起点：三重県いなべ市北勢町瀬木字川内420番地先[1]＝鎌田交差点
- 終点：三重県桑名市多度町北猪飼（きたいかい）字寺山321-7番地先[1]
- 重要な経過地：なし[2]
- 総延長：14.1125 km[1]
  - 実延長：12.9353 km[1]
  - 重用延長：1.1772 km[1]
- 橋梁：7本（総延長：100.6m）[1]

## 歴史
- 1954年（昭和29年）
  - 1月20日 - 建設省（現・国土交通省）が主要地方道彦根桑名線（滋賀県彦根市 - 三重県桑名市）を指定。
  - 9月6日 - 滋賀県が主要地方道彦根桑名線を認定。
- 1955年（昭和30年）3月8日 - 三重県が主要地方道6号彦根桑名線を認定。
- 1959年（昭和34年）1月25日 - 三重県が一般県道110号多度員弁線を認定。
- 1965年（昭和40年）8月27日 - 三重県が整理番号を6から5へ変更。
- 1969年（昭和44年）12月4日 - 主要地方道彦根桑名線の彦根市外町 - 員弁郡北勢町間が一般国道306号へ昇格。
- 1971年（昭和46年）6月26日 - 建設省が主要地方道彦根桑名線の一部を主要地方道桑名北勢線に指定[3]。
- 1972年（昭和47年）
  - 3月21日 - 滋賀県が主要地方道317号彦根桑名線を廃止、彦根市街のうち一般国道306号へ昇格されなかった区間は滋賀県道336号彦根近江八幡大津線に編入。
  - 3月31日 - 三重県が主要地方道5号彦根桑名線を廃止し、一般国道306号重複区間を除外した区間をもって主要地方道5号桑名北勢線（桑名市 - 員弁郡北勢町）を認定。
- 1982年（昭和57年）12月3日 - 三重県が同年4月1日の建設省告示に従い主要地方道5号桑名北勢線と一般県道110号多度員弁線を廃止し、主要地方道北勢多度線（員弁郡北勢町 - 員弁郡員弁町 - 桑名郡多度町、整理番号5）として県道路線認定[4]。路線番号は彦根桑名線→桑名北勢線時代と同じ5を使用[5]。
- 2007年（平成19年）3月30日 - 沿線市町村の合併に伴い県道の路線認定の一部改正し、起点をいなべ市、終点を桑名市、重要な経過地はなしに改められた[2]。

## 路線状況

### 通称
- 濃洲道（桑名市、いなべ市）

### 重複区間
- 国道421号（いなべ市員弁町宇野 - いなべ市員弁町楚原）

### 交通量
平日12時間交通量
- いなべ市北勢町麻生 11,777台
- 桑名市多度町古野 5,171台

## 地理

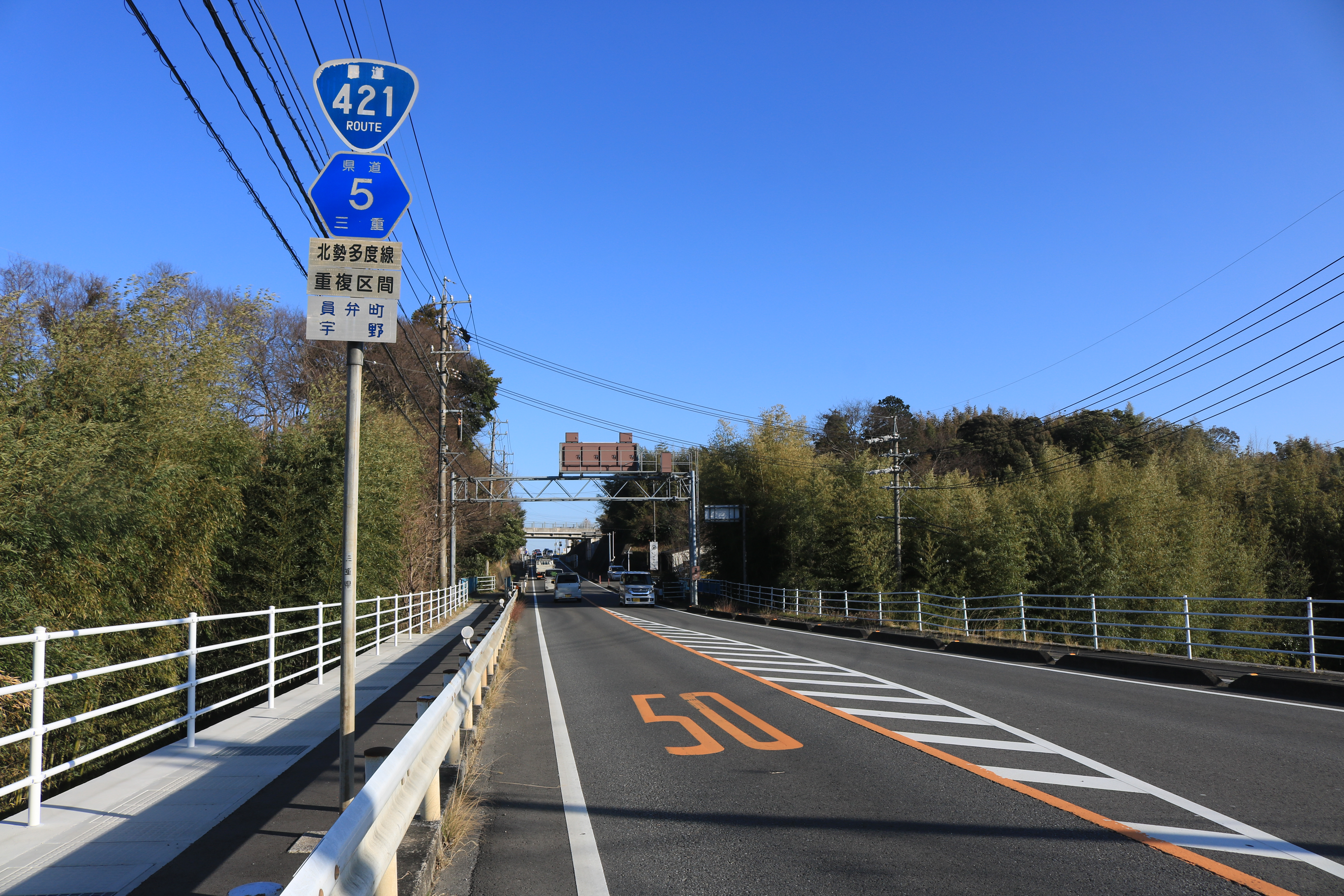
国道421号との重複区間、いなべ市員弁町宇野にて

国道306号を出発していなべ市北勢町阿下喜集落の北端を通過し、三岐鉄道北勢線に並行していなべ市中心街に入る。国道421号と重複した後、北東方向に進路を変え、桑名市多度町に入る。市内多度町古野（この）からは東に進み、県道26号との交点で終点となる。

### 通過する自治体
路線認定された1982年当時は、員弁郡北勢町 - 同郡員弁町 - 桑名郡多度町を通過する路線であったが、平成の大合併により北勢町と員弁町はいなべ市の、多度町は桑名市のそれぞれ一部になった。
- 三重県
  - いなべ市 - 桑名市

### 交差する道路

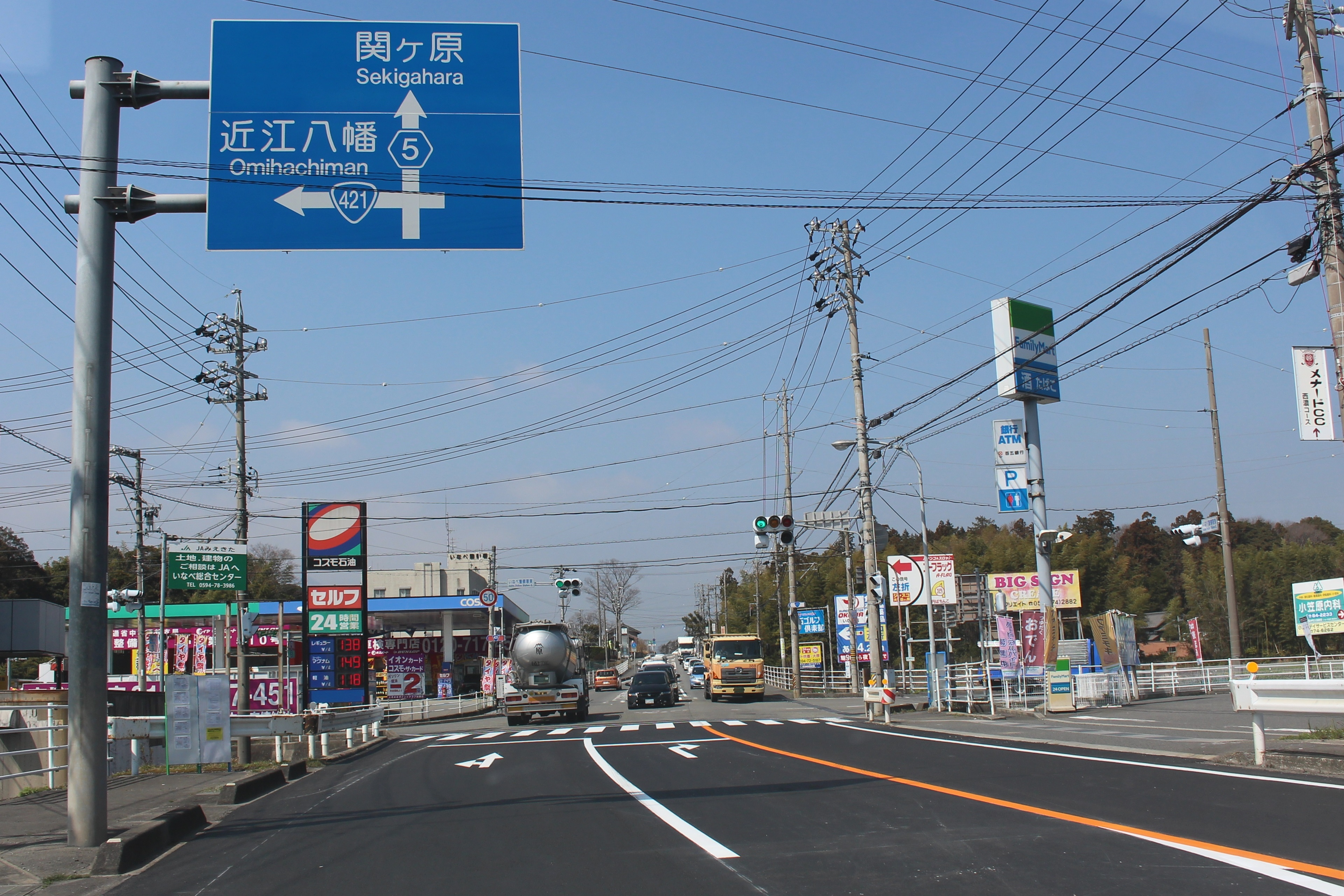
国道421号とのいなべ警察署東交差点、いなべ市員弁町宇野にて

- 国道306号（国道365号重複）（起点）
- C3 東海環状自動車道 いなべIC（いなべ市北勢町阿下喜）
- 三重県道25号南濃北勢線（いなべ市北勢町阿下喜・阿下喜交差点）
- 三重県道608号畑毛東貝野阿下喜線（いなべ市北勢町阿下喜・東貝野口交差点）
- 三重県道609号東貝野南中津原丹生川停車場線（いなべ市北勢町麻生田・麻生田交差点）
- 国道421号（いなべ市員弁町宇野・いなべ警察署東交差点）
- 国道421号（いなべ市員弁町楚原・池ノ脇交差点）
- 三重県道610号南中津原畑新田線（いなべ市員弁町畑新田）
- 三重県道611号大泉多度線（桑名市多度町北猪飼・北猪飼交差点）
- 三重県道26号四日市多度線（終点）

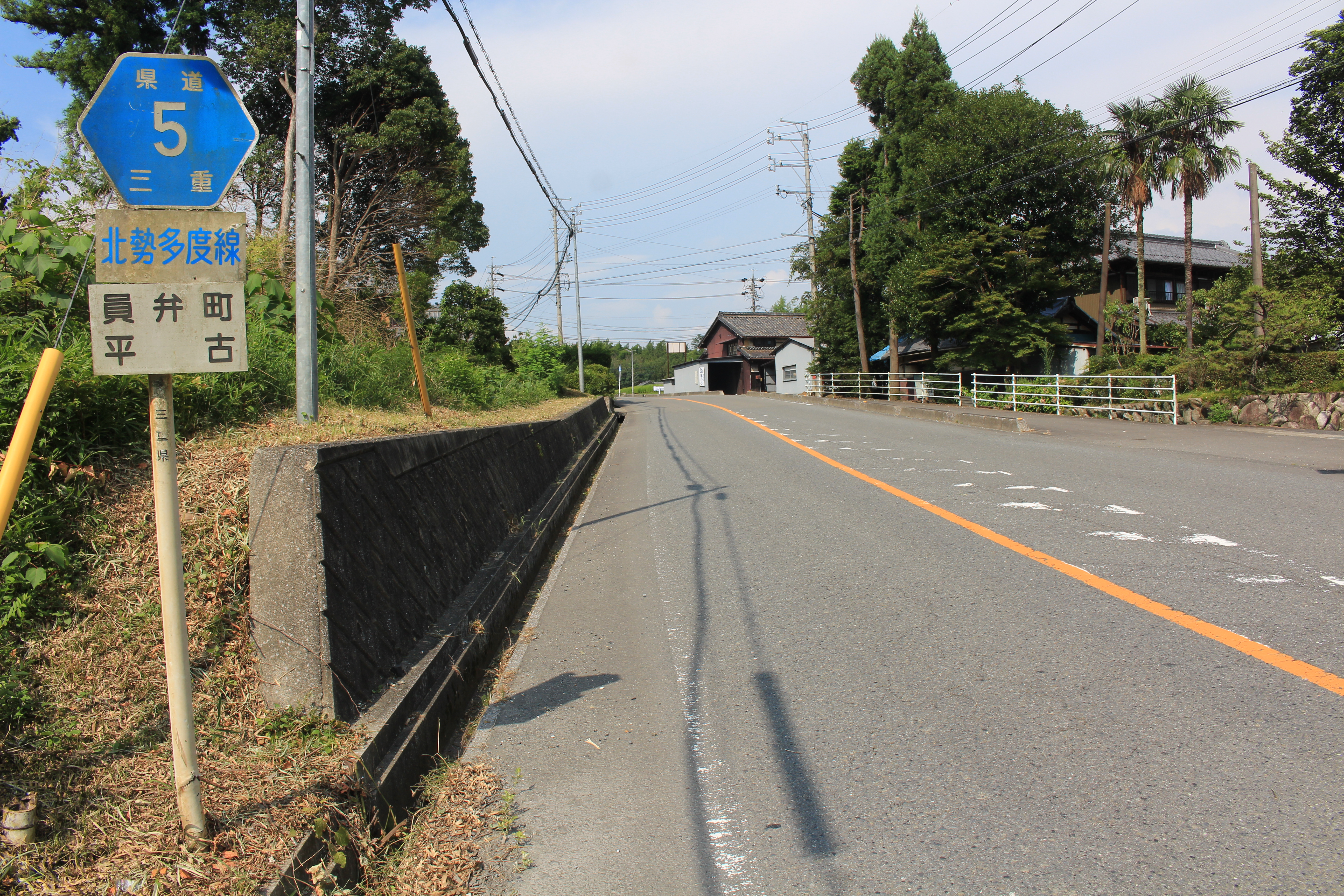
いなべ市員弁町平古にて
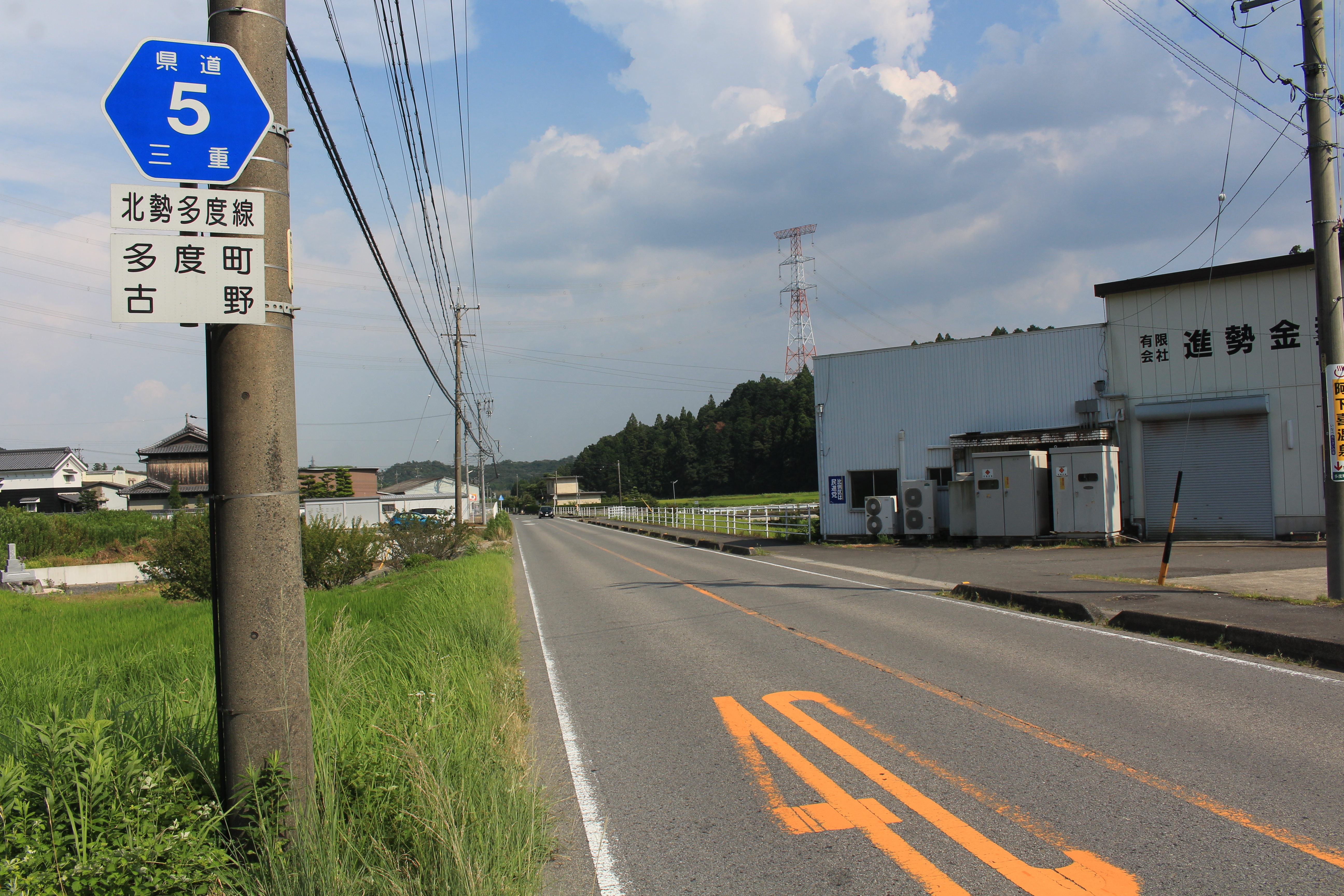
桑名市多度町古野にて

### 沿線
いなべ市
- マックスバリュ北勢店
- パロマ工業北勢工場
- いなべ市役所北勢庁舎
- 北勢病院
- 三重交通北勢事業所
- SWCC三重事業所
- 住友金属鉱山伸銅三重工場
- いなべ警察署
- いなべ市役所本庁舎
- イッツボナンザシティ ヨシヅヤ員弁店
- いなべ公園
  - 員弁大池
- スリーレイクスカントリークラブ

桑名市
- 多度カントリークラブ・名古屋
- 桑名市立多度西小学校
- 桑名市立多度保育所